# 戈维莱
戈维莱（法語：Goviller，法語發音：[ɡɔvile]）是法国默尔特-摩泽尔省的一个市镇，位于该省南部，属于南锡区。

## 地理
戈维莱（48°29'50"N, 6°0'39"E）面积12.12 平方千米，位于法国大東部大區默尔特-摩泽尔省，该省份为法国东北部内陆省份，是洛林的一部分，北邻比利时、卢森堡，北起顺时针与摩泽尔省、下莱茵省、孚日省和默兹省接壤。
与戈维莱接壤的市镇（或旧市镇、城区）包括：克雷佩、多尔库尔、热尔米尼、拉勒夫、帕雷圣塞赛尔、瑟兰库尔、泰洛、维特雷。

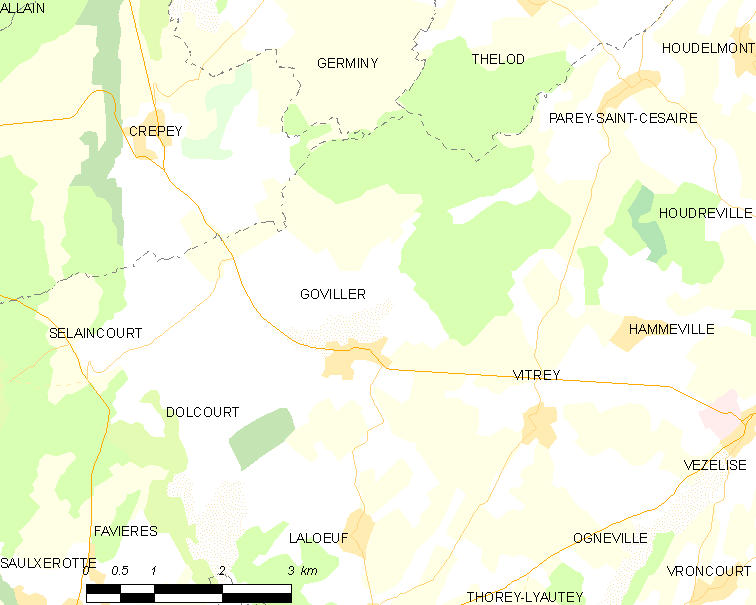
戈维莱的OSM定位图

戈维莱的时区为UTC+01:00、UTC+02:00（夏令时）。

## 行政
戈维莱的邮政编码为54330，INSEE市镇编码为54235。

## 政治
戈维莱所属的省级选区为梅讷欧桑图瓦县。

## 人口

1962-2008年间戈维莱人口变化图示

戈维莱于2022年1月1日时的人口数量为419人。